# Festival internazionale del cortometraggio di Oberhausen
Il Festival internazionale del cortometraggio di Oberhausen, (in tedesco: Internationale Kurzfilmtage Oberhausen, in inglese: International Short Film Festival Oberhausen) è un festival cinematografico dedicato al cortometraggio che si svolge annualmente ad Oberhausen, in Germania, dal 1954. Attualmente è considerato il più longevo ed uno dei più importanti festival di cortometraggi al mondo. Il festival comprende una sezione per il cinema internazionale, una per il cinema tedesco, una per il cinema per bambini, un premio Giovani, un premio MuVi per il miglior video musicale tedesco e dal 2009 il premio NRW per le produzioni della Vestfalia.
Il festival offre inoltre una videoteca che conserva un importante archivio comprendente molti cortometraggi e tutti i film iscritti al festival.

## Storia
Il Festival internazionale del cortometraggio di Oberhausen nasce nel 1954 dalla collaborazione di Hilmar Hoffmann con il Oberhausen Film Club con il nome di Westdeutsche Kulturfilmtage (Festival del Film Colto della Germania Ovest) Il festival aprì i battenti con il motto Kulturfilm – Weg zur Bildung che annunciava la sua missione educativa e furono presentati 45 film provenienti dalla Repubblica Federale Tedesca, della Francia e dagli Stati Uniti.

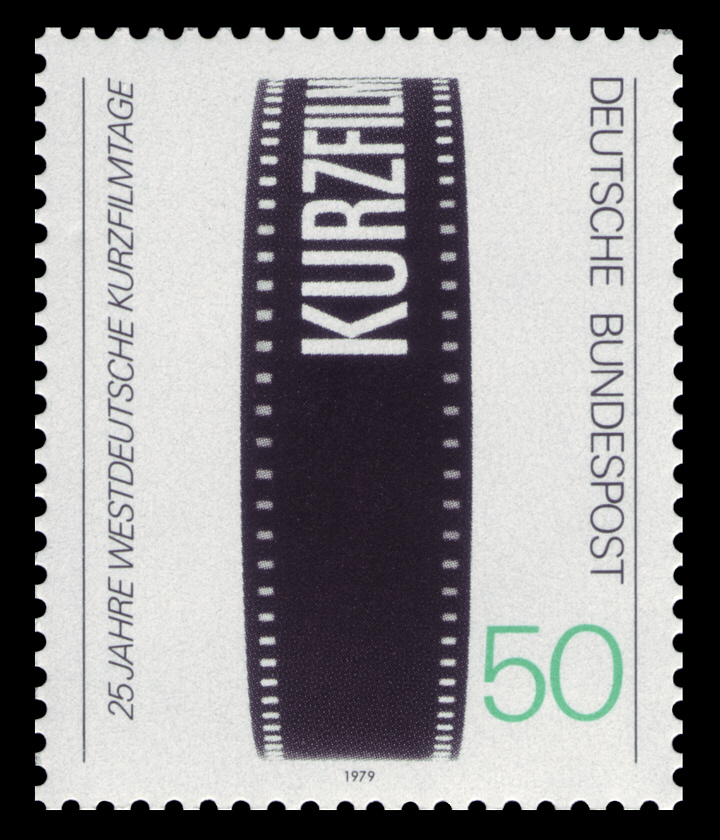
Francobollo tedesco del 1979 che celebra i 25 anni del festival di Oberhausen

Nel 1958 un nuovo motto prese il posto del precedente: Weg zum Nachbarn. Questo motto verrà mantenuto fino al 1997.
Nel 1959 il festival viene ribattezzato con il nome di Westdeutsche Kurzfilmtage. In questi anni al festival di Oberhausen viene attribuita una fama di festival politico per la forte presenza di film della Germania Orientale, ma in realtà già negli anni '50 il festival propone opere di molti registi occidentali come François Truffaut, Norman McLaren, Alain Resnais, Bert Haanstra, o di Lindsay Anderson. Nel 1958 il festival proponeva 190 film provenienti da 29 paesi differenti.
Nel 1962 ventisei giovani registi tedeschi (tra cui Edgar Reitz e Volker Schlöndorff) firmarono a Oberhausen una dichiarazione che denunciava la morte del vecchio cinema, la decomposizione dell'industria cinematografica e il crollo dei biglietti, annunciando la volontà di dare vita a un nuovo modo di fare cinema, libero nel linguaggio e svincolato da regole commerciali. Il cosiddetto Manifesto di Oberhausen segnò la nascita del movimento Junger Deutscher Film.

## Direttori del Festival
- 1954 - 1970: Hilmar Hoffmann
- 1971 - 1975: Will Wehling
- 1975 - 1985: Wolfgang J. Ruf
- 1985 - 1990: Karola Gramann
- 1990 - 1997: Angela Haardt
- dal 1997: Lars Henrik Gass

## Alcuni registi presentati ad Oberhausen
A Oberhausen, nella lunga storia del festival, molti registi hanno presentato qui i loro film. Alcuni dei nomi di registi e artisti che sono passati per Oberhausen sono: Eija-Liisa Ahtila, Doug Aitken, Kenneth Anger, Andrea Arnold, Jürgen Böttcher, Stan Brakhage, Věra Chytilová, Valie Export, Miloš Forman, Werner Herzog, Christoph Hochhäusler, Huntgeburth Hermione, Joris Ivens, Isaac Julien, Miranda July, Romuald Karmakar, Jochen Kuhn, Lenica Jan, Chris Marker, Bjørn Melhus, Takashi Itô, Matthias Müller, Dore O., Roman Polański, Pipilotti Rist, Christoph Schlingensief, Martin Scorsese, István Szabó, Agnès Varda, Adolf Winkelmann, ZAPRUDER filmmakersgroup.